# Lilium poilanei
Lilium poilanei là một loài thực vật có hoa trong họ Liliaceae. Loài này được Gagnep. miêu tả khoa học đầu tiên năm 1934.

## Phổ biến
Lilium poilanei là loài đặc hữu ở Tây Bắc Việt Nam gần Sa Pa và ở Tây Bắc Lào giữa Mường-het và Mường-seng. Vị trí ở Lào nằm khoảng mực nước biển 1700 mét.